# Euderces dilutus
Euderces dilutus är en skalbaggsart som beskrevs av Martins 1975. Euderces dilutus ingår i släktet Euderces och familjen långhorningar. Inga underarter finns listade i Catalogue of Life.